# Anacinaces nahaeoensis
Anacinaces nahaeoensis là một loài ruồi trong họ Asilidae. Anacinaces nahaeoensis được Tomosovic & Grootaert miêu tả năm 2003. Loài này phân bố ở miền Ấn Độ - Mã Lai.